# Geissorhiza
Geissorhiza (лат.) — род многолетних травянистых клубнелуковичных растений семейства Ирисовые подсемейства Шафрановые (Crocoideae). Весь род является эндемичным для Капской провинции на западе Южной Африки. Название рода происходит от греческих слов geisson, что означает «плитка», и rhizon, что означает «корень».

## Описание
Виды рода Geissorhiza — многолетние травянистые геофиты от низкой до средней высоты. Они образуют шаровидные или яйцевидные, асимметричные или колокольчатые клубни в качестве многолетних органов. Клубни имеют выраженный центральный цилиндр и образуют корни из выпуклости у его основания. Многослойная туника (внешний слой) обычно твердая и деревянистая или редко пленчатая или волокнистая. В зависимости от подрода она может быть либо полностью концентрической (подрод Weihea), либо состоять из черепицеобразных чешуек, которые, в свою очередь, выемчаты у своего основания (подрод Geissorhiza)
Стебель простой или разветвлённый, круглый, гладкий, железистый или чешуйчатый в поперечном сечении. Два или более листьев обычно слегка поникающие или прямостоячие, редко полегающие. Простые, односторонние листовые пластинки плоские или цилиндрические, I- или H-образные, линейные или мечевидные. Средняя жилка обычно чётко видна на листовых пластинках. На некоторых участках листовой пластинки края и/или средняя жилка приподняты. Поверхности листьев обычно голые, лишь изредка опушённые или липкие. На краях листьев присутствуют пучки субэпидермальной склеренхимы и тонкостенные эпидермальные клетки. Листья уменьшаются в размере к верхушке и могут все больше приобретать характер прицветников.
Колосовидное соцветие иногда содержит один или два, но обычно больше расположённых спирально  цветков. Из зелёных, мягких или плёнчатых прицветников внутренние меньше внешних и раздвоены сверху. Цветочные почки поникающие и остаются прямостоячими только до цветения. Цветки, которые обычно радиально-симметричны, звёздообразные или чашеобразные. У некоторых видов они зигоморфные, являются тройчатыми. Из шести почти одинаковых околоцветников внутренние обычно короче внешних. Околоцветники  в зависимости от вида срастаются на определённую длину. Околоцветники в зависимости от вида могут быть от синего до фиолетового, а иногда пурпурного, розового, кремового, жёлтого или красного; иногда в контрастных сочетаниях. Прямостоящие односторонние пыльники расположены на изогнутых вниз нитях. Столбики изогнуты вниз. 
Оболочки шаровидных, продолговатых или цилиндрических плодов-коробочек хрящевые или твёрдые. Более или менее шаровидные семена сплющены на халазальном конце.

## Виды
В род Geissorhiza входят следующие виды (всего 106 видов по состоянию на 2025 год):
- Geissorhiza adriaanii Goldblatt & J.C.Manning
- Geissorhiza alticola Goldblatt
- Geissorhiza altimontana Goldblatt & J.C.Manning
- Geissorhiza arenicola Goldblatt
- Geissorhiza aspera Goldblatt
- Geissorhiza barkerae Goldblatt
- Geissorhiza bolusii Baker
- Geissorhiza bonae-spei Goldblatt
- Geissorhiza bracteata Klatt
- Geissorhiza brehmii Eckl. ex Klatt
- Geissorhiza brevituba (G.J.Lewis) Goldblatt
- Geissorhiza bryicola Goldblatt
- Geissorhiza burchellii R.C.Foster
- Geissorhiza callista Goldblatt
- Geissorhiza cantharophila Goldblatt & J.C.Manning
- Geissorhiza cataractarum Goldblatt
- Geissorhiza cedarmontana Goldblatt
- Geissorhiza ciliatula Goldblatt
- Geissorhiza confusa Goldblatt
- Geissorhiza corrugata Klatt
- Geissorhiza darlingensis Goldblatt
- Geissorhiza delicatula Goldblatt
- Geissorhiza demissa Goldblatt & J.C.Manning
- Geissorhiza divaricata Goldblatt
- Geissorhiza elsiae Goldblatt
- Geissorhiza erosa (Salisb.) R.C.Foster
- Geissorhiza erubescens Goldblatt
- Geissorhiza esterhuyseniae Goldblatt
- Geissorhiza eurystigma L.Bolus
- Geissorhiza exilis Goldblatt & J.C.Manning
- Geissorhiza exscapa (Thunb.) Goldblatt
- Geissorhiza foliosa Klatt
- Geissorhiza fourcadei (L.Bolus) G.J.Lewis
- Geissorhiza furva Ker Gawl. ex Baker
- Geissorhiza geminata E.Mey. ex Baker
- Geissorhiza grandiflora Goldblatt
- Geissorhiza helmei Goldblatt & J.C.Manning
- Geissorhiza hesperanthoides Schltr.
- Geissorhiza heterostyla L.Bolus
- Geissorhiza hispidula (R.C.Foster) Goldblatt
- Geissorhiza humilis (Thunb.) Ker Gawl.
- Geissorhiza imbricata (D.Delaroche) Ker Gawl.
- Geissorhiza inaequalis L.Bolus
- Geissorhiza inconspicua Baker
- Geissorhiza inflexa (D.Delaroche) Ker Gawl.
- Geissorhiza intermedia Goldblatt
- Geissorhiza ixioides Schltr. ex R.C.Foster
- Geissorhiza juncea (Link) A.Dietr.
- Geissorhiza kamiesmontana Goldblatt
- Geissorhiza karooica Goldblatt
- Geissorhiza lapidosa Goldblatt & J.C.Manning
- Geissorhiza leipoldtii R.C.Foster
- Geissorhiza lewisiae R.C.Foster
- Geissorhiza lithicola Goldblatt
- Geissorhiza longifolia (G.J.Lewis) Goldblatt
- Geissorhiza louisabolusiae R.C.Foster
- Geissorhiza malmesburiensis R.C.Foster
- Geissorhiza mathewsii L.Bolus
- Geissorhiza melanthera Goldblatt & J.C.Manning
- Geissorhiza mellimontana Goldblatt & J.C.Manning
- Geissorhiza minuta Goldblatt
- Geissorhiza monanthos Eckl.
- Geissorhiza monticola Goldblatt & J.C.Manning
- Geissorhiza namaquamontana Goldblatt & J.C.Manning
- Geissorhiza namaquensis W.F.Barker
- Geissorhiza nana Klatt
- Geissorhiza nigromontana Goldblatt
- Geissorhiza nubigena Goldblatt
- Geissorhiza nutans Goldblatt & J.C.Manning
- Geissorhiza ornithogaloides Klatt
- Geissorhiza outeniquensis Goldblatt
- Geissorhiza ovalifolia R.C.Foster
- Geissorhiza ovata (Burm.f.) Asch. & Graebn.
- Geissorhiza pappei Baker
- Geissorhiza parva Baker
- Geissorhiza platystigma Goldblatt & J.C.Manning
- Geissorhiza pseudinaequalis Goldblatt
- Geissorhiza purpurascens Goldblatt
- Geissorhiza purpureolutea Baker
- Geissorhiza pusilla (Andrews) Klatt
- Geissorhiza radians (Thunb.) Goldblatt
- Geissorhiza ramosa Ker Gawl. ex Klatt
- Geissorhiza reclinata Goldblatt & J.C.Manning
- Geissorhiza roseoalba (G.J.Lewis) Goldblatt
- Geissorhiza rupicola Goldblatt & J.C.Manning
- Geissorhiza saxicola Goldblatt & J.C.Manning
- Geissorhiza schinzii (Baker) Goldblatt
- Geissorhiza scillaris A.Dietr.
- Geissorhiza scopulosa Goldblatt
- Geissorhiza seracina Goldblatt & J.C.Manning
- Geissorhiza setacea (Thunb.) Ker Gawl.
- Geissorhiza silenoides Goldblatt & J.C.Manning
- Geissorhiza similis Goldblatt
- Geissorhiza spiralis (Burch.) de Vos ex Goldblatt
- Geissorhiza splendidissima Diels
- Geissorhiza stenosiphon Goldblatt
- Geissorhiza subrigida L.Bolus
- Geissorhiza sufflava Goldblatt & J.C.Manning
- Geissorhiza sulphurascens Schltr. ex R.C.Foster
- Geissorhiza tabularis Goldblatt
- Geissorhiza tenella Goldblatt
- Geissorhiza tricolor Goldblatt & J.C.Manning
- Geissorhiza tulbaghensis F.Bolus
- Geissorhiza uliginosa Goldblatt & J.C.Manning
- Geissorhiza umbrosa G.J.Lewis
- Geissorhiza unifolia Goldblatt